# بين مارتن
بين مارتن (بالإنجليزية: Ben Martin)‏ (16 يناير 1986 بليبيريا - ) هو لاعب كرة قدم ليبيري في مركز الهجوم. شارك مع منتخب ليبيريا لكرة القدم. أما مع النوادي، فقد لعب مع نادي زيسكو يونايتد ونادي مؤسسة سفينة ليبيريا للتسجيل وHapoel Acre F.C. ‏ ومايتي بارولي ‏ ونادي هبوعيل نوف هجليل.

## روابط خارجية
- بين مارتن على موقع قاعدة بيانات كرة القدم.إي يو (الإنجليزية)
- بين مارتن على موقع ناشيونال فوتبول تيمز (الإنجليزية)